# Geordie Shore (2.ª temporada)
A segunda temporada de Geordie Shore, um programa de televisão britânico com sede em Newcastle upon Tyne, começou a exibir em 31 de janeiro de 2012 na MTV. A temporada chegou ao fim em 3 de abril de 2012 após 8 episódios e 2 especiais, incluindo um show de reunião apresentado por Russell Kane e um episódio mostrando os melhores momentos da série. Esta foi a primeira temporada a apresentar Rebecca Walker e Ricci Guarnaccio. A temporado apresentou o relacionamento de Sophie e Joel chegando ao fim, o relacionamento de Vicky com seu namorado Dan e o novo membro do elenco Ricci, Charlotte admitindo que viu o suficiente de Gaz com outras garotas, e o início do relacionamento de Holly e James.

## Elenco
- Charlotte-Letitia Crosby
- Gaz Beadle
- Holly Hagan
- James Tindale
- Jay Gardner
- Rebecca Walker
- Ricci Guarnaccio
- Sophie Kasaei
- Vicky Pattison

### Duração do elenco
| Membros   | 2.ª temporada | 2.ª temporada | 2.ª temporada | 2.ª temporada | 2.ª temporada | 2.ª temporada | 2.ª temporada | 2.ª temporada |
| Membros   | 1             | 2             | 3             | 4             | 5             | 6             | 7             | 8             |
| Charlotte |               |               |               |               |               |               |               |               |
| Gaz       |               |               |               |               |               |               |               |               |
| Holly     |               |               |               |               |               |               |               |               |
| James     |               |               |               |               |               |               |               |               |
| Jay       |               |               |               |               |               |               |               |               |
| Rebecca   |               |               |               |               |               |               |               |               |
| Ricci     |               |               |               |               |               |               |               |               |
| Sophie    |               |               |               |               |               |               |               |               |
| Vicky     |               |               |               |               |               |               |               |               |
| --------- | ------------- | ------------- | ------------- | ------------- | ------------- | ------------- | ------------- | ------------- |

     = "Membro" é destaque neste episódio.
     = "Membro" chega na casa.
     = "Membro" sai voluntariamente da casa.
     = "Membro" sai e retorna para a casa no mesmo episódio.
     = "Membro" é removido da casa.
     = "Membro" volta para a casa.
     = "Membro" aparece neste episódio, mas está fora da casa.
     = "Membro" deixa a série.
     = "Membro" retorna para a série.
     = "Membro" não aparece neste episódio.
     = "Membro" não é oficialmente um membro do elenco neste episódio.

## Episódios
| No. na série | No. na temporada | Título      | Transmissão original    | Duração    | Visualizações no UK |
| ------------ | ---------------- | ----------- | ----------------------- | ---------- | ------------------- |
| 9            | 1                | Episódio 1  | 31 de janeiro de 2012   | 60 minutos | 499,000             |
| 10           | 2                | Episódio 2  | 7 de fevereiro de 2012  | 60 minutos | 576,000             |
| 11           | 3                | Episódio 3  | 14 de fevereiro de 2012 | 60 minutos | 538,000             |
| 12           | 4                | Episódio 4  | 21 de fevereiro de 2012 | 60 minutos | 596,000             |
| 13           | 5                | Episódio 5  | 28 de fevereiro de 2012 | 60 minutos | 652,000             |
| 14           | 6                | Episódio 6  | 6 de março de 2012      | 60 minutos | 686,000             |
| 15           | 7                | Episódio 7  | 13 de março de 2012     | 60 minutos | 679,000             |
| 16           | 8                | Episódio 8  | 20 de março de 2012     | 60 minutos | 711,000             |
| —            | —                | The Reunion | 27 de março de 2012     | 60 minutos | 304,000             |
| —            | —                | Best Bits   | 3 de abril de 2012      | 60 minutos | —                   |

## Classificação
| Episódio    | Data                    | Classificação oficial da MTV | Ranking semanal da MTV | Classificação oficial da MTV+1 | Total MTV viewers |
| ----------- | ----------------------- | ---------------------------- | ---------------------- | ------------------------------ | ----------------- |
| Episódio 1  | 31 de janeiro de 2012   | 462,000                      | 1                      | 37,000                         | 499,000           |
| Episódio 2  | 7 de fevereiro de 2012  | 529,000                      | 1                      | 47,000                         | 576,000           |
| Episódio 3  | 14 de fevereiro de 2012 | 493,000                      | 1                      | 45,000                         | 538,000           |
| Episódio 4  | 21 de fevereiro de 2012 | 536,000                      | 1                      | 60,000                         | 596,000           |
| Episódio 5  | 28 de fevereiro de 2012 | 606,000                      | 1                      | 46,000                         | 652,000           |
| Episódio 6  | 6 de março de 2012      | 640,000                      | 1                      | 46,000                         | 686,000           |
| Episódio 7  | 13 de março de 2012     | 638,000                      | 1                      | 41,000                         | 679,000           |
| Episódio 8  | 20 de março de 2012     | 653,000                      | 1                      | 58,000                         | 711,000           |
| The Reunion | 27 de março de 2012     | 239,000                      | 1                      | 65,000                         | 304,000           |
| Best Bits   | 3 de abril de 2012      |                              |                        |                                |                   |